# Camptocercus macrurus
Camptocercus macrurus är en kräftdjursart som först beskrevs av O. F. Mueller 1785.  Camptocercus macrurus ingår i släktet Camptocercus och familjen Chydoridae. Inga underarter finns listade.